# Danny Ongais
Danny Ongais, né le 21 mai 1942 à Kahului (Hawaï) et mort le 26 février 2022, est un pilote automobile américain.

## Biographie
Dany Ongais commence sa carrière en sports mécaniques en 1972 en participant à des courses de dragsters avant de s'orienter vers la Formule 5000 au sein de l'écurie Parnelli. Danny Ongais accède à la notoriété en devenant en 1977 le premier pilote d'Hawaii à participer aux 500 miles d'Indianapolis. Plus tard dans l'année, il fait ses premiers pas en Formule 1, au sein de l'écurie Interscope Racing qui engage une Penske PC4. Il dispute ainsi 2 GP (abandon à Watkins Glen et 7e place lors du GP du Canada à Mosport). Après de nouvelles apparitions en F1 au cours de l'année 1978 (chez Ensign, 2 abandons), puis à nouveau chez Interscope qui engage alors une Shadow Racing Cars DN9 (2 non-préqualifications), il concentre sa carrière sur les épreuves américaines, où il obtient des résultats plus probants comme notamment sa victoire au GP Cart de Toronto en 1978, sa victoire aux 24 Heures de Daytona 1979, et sa quatrième place à l'Indy 500 1979.
Malgré un très grave accident lors des 500 Miles d'Indianapolis 1981, celui que l'on surnomme Danny "On-Gas" ou Danny "On the gas" (jeu de mots sur son patronyme qui fait référence à son style de pilotage généreux, « gas » désignant l'accélérateur) continuera d'animer les pelotons américains tout au long des années 1980, et fera même deux nouvelles apparitions à Indianapolis en 1996 (en remplacement de Scott Brayton, le poleman, décédé avant la course) où il terminera 7e et en 1998 (non qualifié).

## Résultats en championnat du monde de Formule 1
| Saison | Écurie                               | Châssis                            | Moteur      | Pneus    | GP disputés | Points inscrits | Classement |
| ------ | ------------------------------------ | ---------------------------------- | ----------- | -------- | ----------- | --------------- | ---------- |
| 1977   | Interscope Racing                    | Penske PC4                         | Cosworth V8 | Goodyear | 2           | 0               | n.c.       |
| 1978   | Team Tissot Ensign Interscope Racing | Ensign N177 Shadow Racing Cars DN9 | Cosworth V8 | Goodyear | 2           | 0               | n.c.       |